# Рудянское
Рудянское — село в городском округе Сухой Лог Свердловской области России.

## География
Село Рудянское расположено в 6 километрах (по автодорогам в 8 километрах) к северу-северу-западу от города Сухого Лога, на левом берегу реки Пышмы, напротив устья её левого притока — реки Рефт. В окрестностях села, на левом берегу Пышмы, расположен геоморфологический и ботанический памятник природы — скала Дивий Камень.

## История
Село основано в конце XVII века. В XIX веке был развит кожевенный промысел.

### Покровская церковь
В 1901 году была построена каменная однопрестольная церковь, которая была освящена в честь Покрова Пресвятой Богородицы в 1901 году. Храм был закрыт в 1937 году. Храм был возвращён в РПЦ в 1991 году.

## Население
| 2002 | 2010  |
| ---- | ----- |
| 888  | ↗1013 |

## Достопримечательности
Мемориальный комплекс «Алеша» на улице Калинина

## Известные уроженцы, жители
- Алекс Саранин (Александр Михайлович Савин)  — русский эмигрант первой волны, автор книги "Дитя кулаков", доктор технических наук, специалист сахарной индустрии Австралии, внес много новации в технологию производства сахара, за что неоднократно награждался австралийским правительством[5].